# 程烈 (立法委員)
程烈（1913年7月12日—1994年8月7日），字鵬飛。安徽省巢縣柘皋鎮人，少年隨父到吉林省城經營旅館而居於吉林省。民國37年（1948年）在吉林省選區當選第一屆立法委員。

## 生平
- 中央政治學校計政學院畢業
- 高等考試會計師、律師及格
- 美國哥倫比亞大學商學研究院研究[1]
- 軍政部、國防部、聯勤總部少將、預算及會計處長[2]
- 吉林省及瀋陽院轄市簡任主任秘書、秘書長、財政局長及銀行董事長等職[3]
- 中興大學、政治大學計政學科教授暨執行會計師業務[4]
- 中國國民黨合江省及瀋陽市黨部委員[5]
- 合江省青年團支部幹事兼主任[6]
- 中央黨部設計考核委員、政策委員、黨務顧問、中央評議委員
- 第一屆立法委員